# Romeas Haek
Romeas Haek är ett distrikt i Kambodja.   Det ligger i provinsen Svay Rieng, i den södra delen av landet, 90 km öster om huvudstaden Phnom Penh.